# 台湾週報
台湾週報（たいわん しゅうほう）は、中華民国（台湾）政府が毎週刊行する日本語版の政府系広報誌である。
日本と中華民国（台湾）との間に国交があった1959年7月、当時の中華民国駐日大使館新聞処が「中華週報」の名で創刊。1972年の断交後も、1ヶ月弱の休刊ののち中華週報社の名で刊行が続けられた。90年代後半からネット版も開始。2005年3月をもって紙媒体を廃刊し、ネット版だけとなった。
民進党・陳水扁政権時代になって、2001年5月に「台北週報」と改称、さらに2004年1月、現在の「台湾週報」に改称された。
現在の発行元は台湾週報社だが、所在地は台北駐日経済文化代表処と同一で、代表処の広報部と実質的に同一である（所管は行政院新聞局とみられる）。
台湾の政治・経済・外交・文化等の豊富な情報を日本語で読める媒体として、関係者に重宝されている。もっとも、国民党独裁時代は「反共」「反中共」宣伝を主要目的としていた政府系機関紙であり、現在はイデオロギー宣伝の色彩は大幅に後退しているものの、政府与党の立場を周知させる政府系広報誌としての性格は変わっていない。
なお、行政院新聞局は、英文版週刊誌「台湾紀事報」（Taiwan Journal）、月刊誌「台湾評論」（Taiwan Review）などの政府系広報誌も手がけ、国際広報活動に力を入れている。